# Radiotransmisor

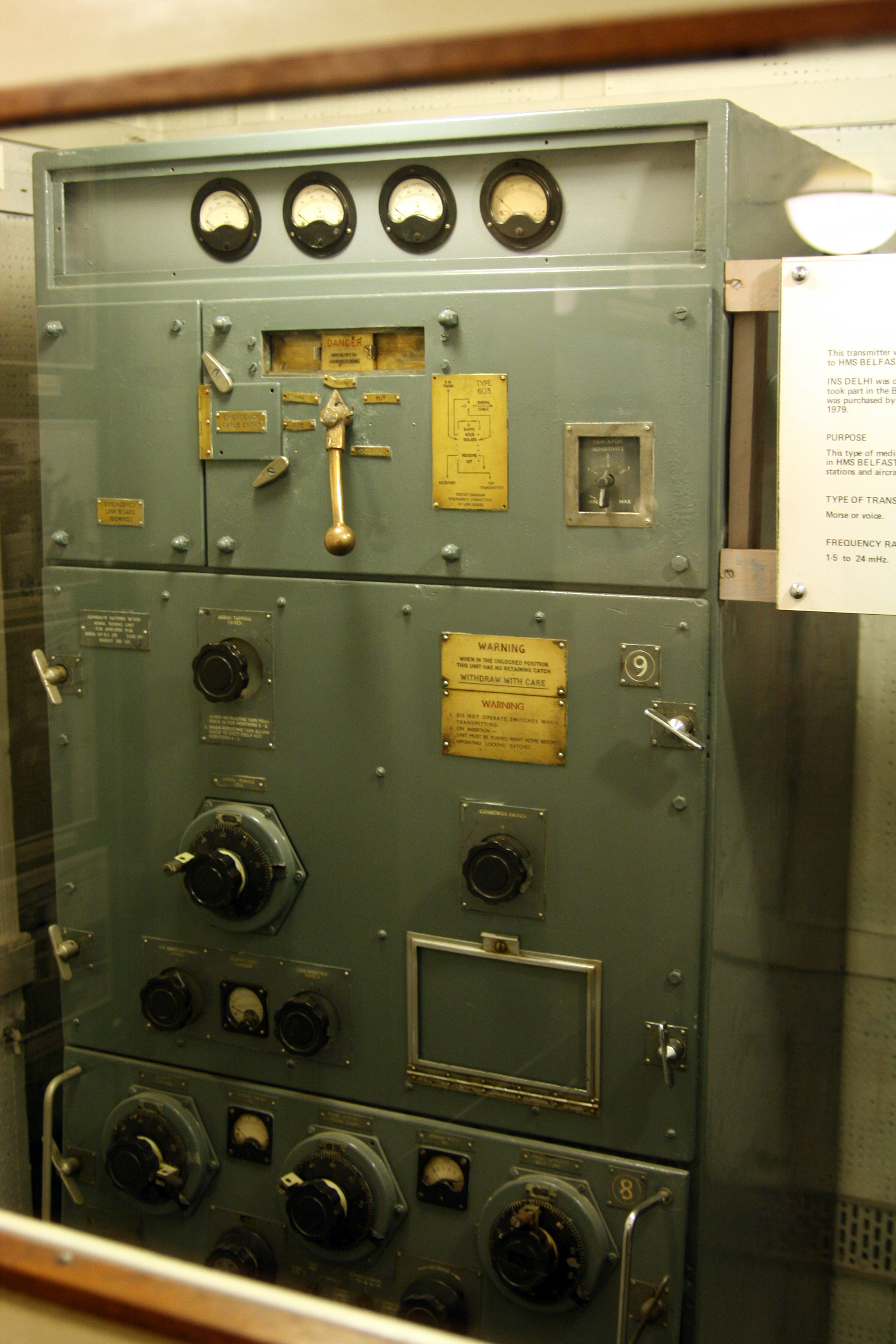
Transmisor de radio del crucero ligero HMS Belfast que estuvo en servicio entre 1939 y 1963

Un radiotransmisor es un dispositivo electrónico que pertenece a la radio eléctrica y que, mediante una antena, irradia ondas electromagnéticas que contienen (o pueden contener) información, como ocurre en el caso de las señales de radio, televisión, telefonía móvil o cualquier otro tipo de radiocomunicación.
Transmisor en el área de comunicación es el origen de una sesión de comunicación. Un transmisor es un equipo que emite una señal, código o mensaje a través de un medio. Para lograr una sesión de comunicación se requiere: un transmisor, un medio y un receptor. En el ejemplo de una conversación telefónica cuando Juan llama a María, Juan es el transmisor, María es el receptor, y el medio es la línea telefónica.
El transmisor de radio es un caso particular de transmisor, en el cual el soporte físico de la comunicación son ondas electromagnéticas. El transmisor tiene como función codificar señales ópticas, mecánicas o eléctricas, amplificarlas, y emitirlas como ondas electromagnéticas a través de una antena. La codificación elegida se llama modulación. Ejemplos de modulación son: la amplitud modulada o la frecuencia modulada.

## Evolución histórica

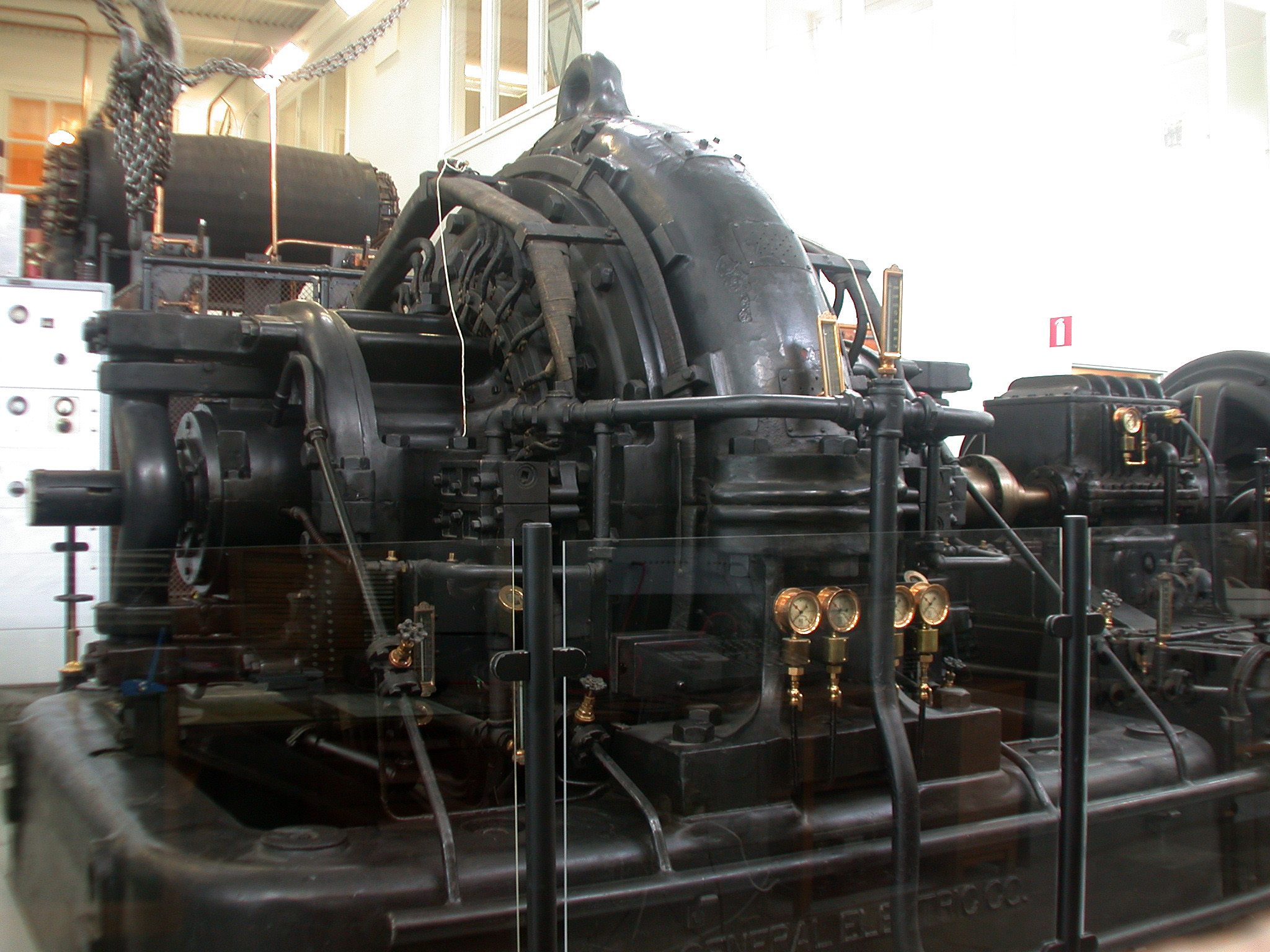
Alternador Alexanderson en Grimeton

En los comienzos de la radio, para generar la energía de radiofrecuencia se utilizaron dispositivos tales como arcos eléctricos o alternadores. Uno de estos transmisores, dotado con un alternador, aún existe en condiciones de prestar servicio en la estación VLF de Grimeton en Suecia. 
Tras el descubrimiento de la válvula termoiónica en los años 20, se comenzó a utilizar ésta en los radiotransmisores, y aunque en la mayor parte de los casos ha sido sustituida por semiconductores, todavía se siguen empleando como elemento de amplificación en las etapas de alta potencia, donde se manejan valores de varios kilovatios. En estos casos, las válvulas empleadas suelen estar refrigeradas por agua.
En los transmisores de microondas se emplean semiconductores o tubos electrónicos especiales, tales como el klystron, el magnetrón, el amplificador de ondas progresivas y otros, dado que las señales de estas frecuencias no pueden manejarse mediante los semiconductores normales.

## Partes principales de un radiotransmisor

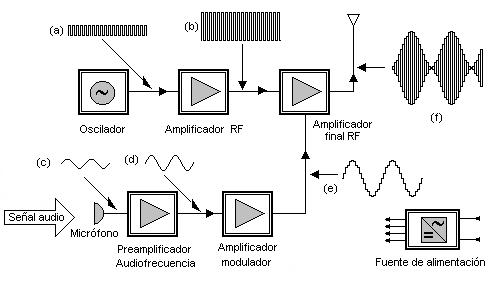
Figura 1. Diagrama de bloques de un radiotransmisor de modulación de amplitud (AM).

Un radiotransmisor típico de modulación de amplitud (AM), como el representado en la figura 1, consta de diversos elementos:

### Oscilador
Encargado de generar las frecuencias (a). En general, se tratará de un Oscilador de cristal, para garantizar la exactitud y pureza de la frecuencia generada.

### Preamplificador de audiofrecuencia
Se trata de un amplificador de audio de baja potencia para elevar la señal de muy bajo nivel (c) generada, en el caso de la figura por un micrófono, aunque podría venir de cualquier otra fuente de señal de bajo nivel obtener una señal de nivel superior (d) con la que atacar al amplificador modulador.

### Amplificador modulador
Es el encargado de generar una señal (e) que modulará la onda portadora. Esto es, hará variar la amplitud de la onda portadora de forma que esta cambie de acuerdo con las variaciones de nivel de la señal moduladora, que es la información que se va a transmitir.

### Amplificador de radiofrecuencia
El amplificador de radiofrecuencia, cumple dos funciones, por una parte eleva el nivel de la portadora (a) generada por el oscilador y por otra sirve como amplificador separador para asegurar que el oscilador no es afectado por variaciones de tensión o impedancia en las etapas de potencia.

### Amplificador de potencia de RF
En este amplificador se produce la elevación de la potencia de la señal (b), generada en la etapa precedente, hasta los niveles requeridos por el diseño para ser aplicada a la antena. En esta etapa es también donde se aplica la señal moduladora (e), obtenida a la salida del amplificador modulador para finalmente obtener la señal de antena (f).

### Fuente de alimentación
La fuente de alimentación es el dispositivo encargado de generar, a partir del suministro externo, las diferentes tensiones requeridas por cada una de las etapas precedentes.

## Consideraciones finales
El número y la circuitería de algunos de estos elementos depende del diseño del transmisor, del tipo de modulación empleada y de la potencia que deba transmitir, ya que, lógicamente, hay enormes diferencias entre el pequeño emisor de un teléfono móvil, con una potencia de pocos milivatios y un gran emisor de onda media de centenares de kilovatios.
Por otra parte, no todos los elementos señalados son estrictamente necesarios para emitir una onda de radio, ya que cualquier generador de corriente alterna conectado a un conductor (antena) radiará una señal. Lo que sucede es que, entre otras razones, para optimizar el rendimiento del dispositivo emisor se prefiere el empleo de determinadas frecuencias del espectro electromagnético denominadas radiofrecuencias.